# Mănăstirea Cheia
Mănăstirea Cheia este o mănăstire de călugări cu hramul Sfânta Treime, situată pe malul drept al pârâului Tâmpa, în partea de sud-est a localității Cheia din județul Prahova. Atestată începând cu 1770, a fost distrusă de turci, reconstruită, apoi mistuită de un incendiu. Biserica actuală a fost construită din cărămidă între anii 1835-1839 și pictată de Gheorghe Tattarescu în 1837.

## Galerie de fotografii

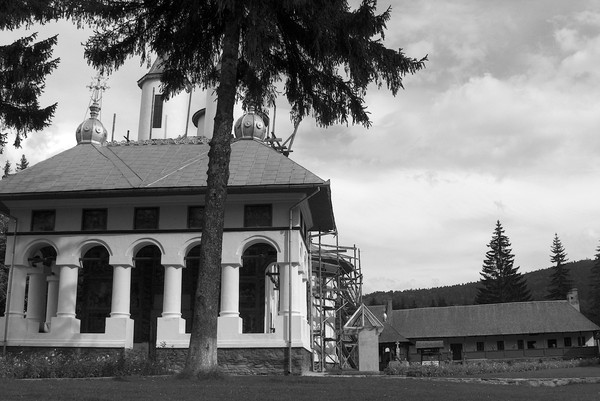
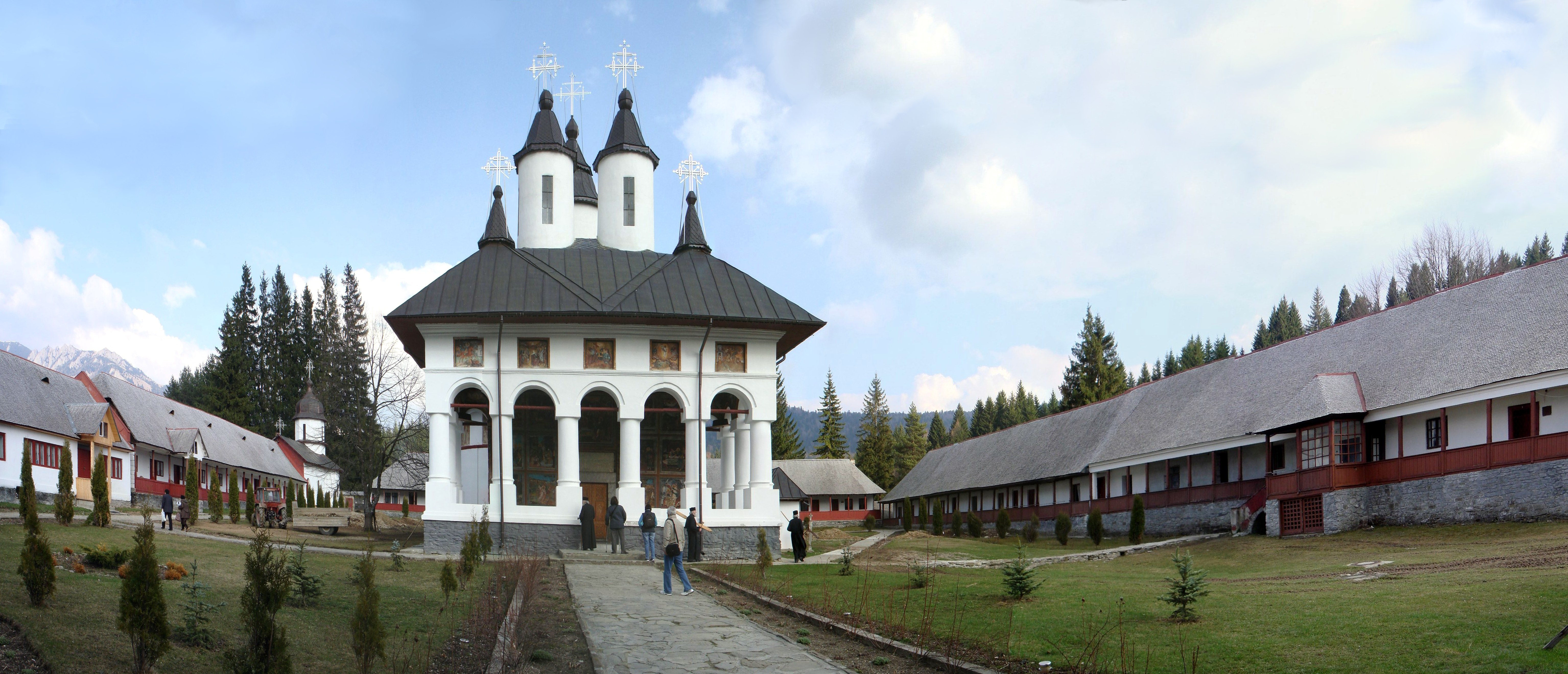
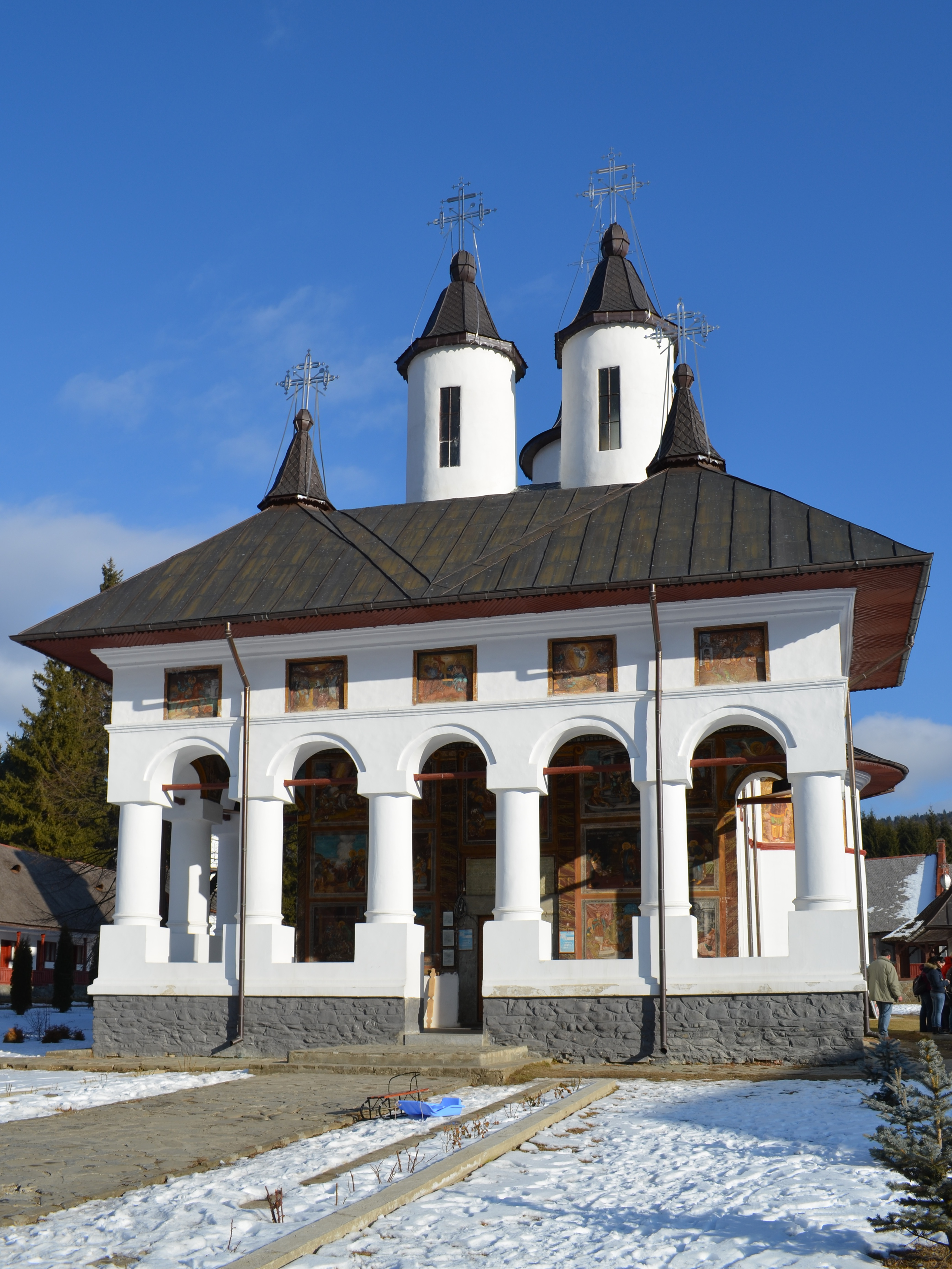
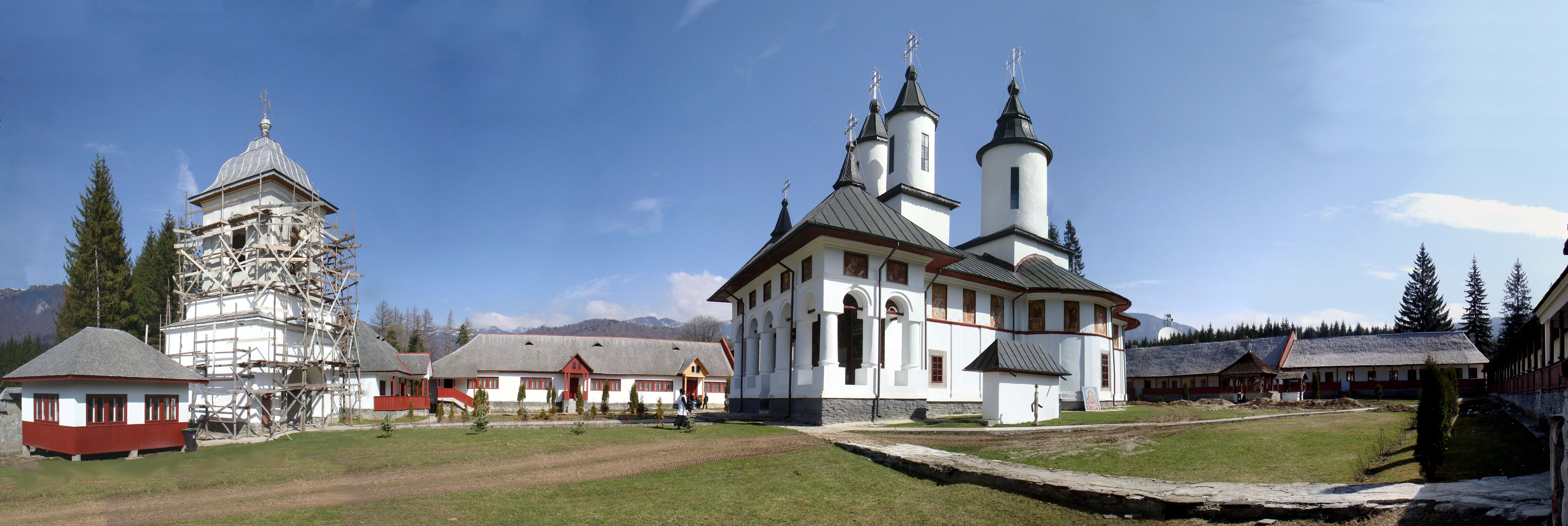
Vedere panoramică dinspre sud